# SC Neubrandenburg
SC Neubrandenburg is een Duitse sportvereniging uit Neubrandenburg, Mecklenburg-Voor-Pommeren. 

## Geschiedenis
Op 13 december 1961 werd door de overheid besloten om met het oog op de Olympische Spelen van 1964 nieuwe sportclubs op te richten in de op sportief vlak nog niet ontwikkelde districten Neubrandenburg, Cottbus en Potsdam. Op 1 mei 1962 werd Sportclub Neubrandenburg opgericht met de afdelingen voetbal en atletiek. In 1966 kwam er ook kanovaren bij. Deze sectie werd de succesrijkste van de club met 7 Olympische medailles en 45 wereldtitels. Ook de atletiekafdelingen behaalde vier Olympische titels en zeven wereldtitels. 
De club heeft meer dan 1600 leden en is tegenwoordig actief in atletiek, kanovaren, triathlon, inlineskating, dansen en volleybal. 

### Voetbal
Om een voetbalteam op te bouwen werd de voetbalsectie van BSG Turbine Brandenburg in de sportclub opgenomen. De club nam de plaats van Turbine over in de II. DDR-Liga, de derde klasse. Aan het einde van het seizoen promoveerde de club naar de DDR-Liga en nog een seizoen later zelfs naar de DDR-Oberliga. De club vocht het hele seizoen tegen de degradatie en op de laatste speeldag stond de club in directe confrontatie met andere kandidaat SC Einheit Dresden en verloor met 5:3 waardoor het lot van de club bezegeld was. 
In 1965 besloot de overheid om de sport opnieuw te herstructureren. De voetbalafdelingen van de SC's werden omgevormd tot een FC. De zwakkere districten Neubrandenburg, Cottbus en Potsdam werden echter te licht bevonden voor een FC en dus moesten deze voetbalclubs terug een BSG worden. De club werd nu BSG Post Neubrandenburg. 